# Zoran L. Kovačević
Pour les articles homonymes, voir Kovačević.
Zoran L. Kovačević (en serbe cyrillique : Зоран Л. Ковачевић ; né le 23 septembre 1935 à Popinci et mort le 22 juin 2025 à Sremska Kamenica) est un médecin et un biochimiste serbe. Il est membre de l'Académie serbe des sciences et des arts et membre de la Section de Novi Sad de l'Académie serbe des sciences et des arts.
Ses domaines de recherches sont la biochimie médicale, la bioénergétique cellulaire et le métabolisme.

## Biographie
Né à Popinci près de Pećinci, Zoran Lazar Kovačević obtient un diplôme la Faculté de médecine de l'université de Belgrade en 1962. Après avoir achevé ses études, il devient assistant à l'Institut de biochimie de la Faculté de médecine de l'université de Novi Sad. En 1971, il obtient un doctorat de la même faculté avec une thèse intitulée Oxidative glutamine metabolism of normal and malignant cells.
Zoran Lazar Kovačević obtient ensuite plusieurs statuts de professeurs, dont celui de professeur de plein droit de biochimie. En 1982 jusqu'à sa retraite en 2002, il est chef de l'Institut de biochimie du centre clinique de Voïvodine à Novi Sad et chef du département de biochimie de la Faculté de médecine de la ville.
En 1984, il est élu membre correspondant de l'Académie des sciences, des arts et de la culture de Voïvodine et, en 1990, membre de plein droit de cette académie. En 1991, il est élu membre de plein droit de l'Académie serbe des sciences et des arts.